# Daniel Argimon
Daniel Argimon i Granell (Barcelona,1929-1996) es considerado como uno de los representantes más importantes del informalismo catalán. Pintor, grabador y litógrafo, también abordó la creación cinematográfica y la escultura, e impartió clases de litografía en la Escola d'Arts Aplicades i Oficis Artístics (Llotja) de Barcelona. Personalidad comprometida política y socialmente, participó en la fundación de diversas asociaciones de artistas dedicadas a la defensa de la profesión. 
Las etapas más significativas de su trayectoria muestran un fuerte anclaje en el movimiento informalista que se manifiesta en la manipulación de la materia, el empleo del collage, el gusto por las texturas y el uso de objetos de deshecho. Un rasgo distintivo de su obra es la acción del fuego sobre los materiales incorporados a sus telas. Sus obras se han expuesto en todo el mundo y se conservan en numerosos museos y colecciones públicas de arte contemporáneo de Europa y América.

## Biografía

### Juventud
Daniel Argimon nace el 20 de junio de 1929 en Barcelona. Hacia 1945 realiza sus primeros dibujos y, decidido a dedicarse al arte, asiste a clases nocturnas de dibujo y pintura en la Escola Massana como estudiante libre. Su abuelo materno regenta una editorial dedicada a la reproducción de imágenes religiosas donde Argimon trabaja de 1952 a 1956 en el departamento técnico (elección del papel, del color, etc.), actividad que influirá en la futura carrera del artista.
En 1955, Argimon contrae matrimonio con Josefa Maza Meneses con quien tendrá seis hijos.
Por necesidades económicas, Argimon se ve obligado a aceptar distintos empleos alejados del mundo artístico. De 1957 a 1963 trabaja en la fábrica SEAT y el contacto con la realidad obrera ejercerá un fuerte impacto en su pensamiento, su visión del mundo y sus obras.
En 1958, se introduce en el mundo artístico barcelonés y participa en su primera exposición colectiva en el Ateneo Colón de Poble Nou (Barcelona, 1959). Un año después, Argimon conoce a Juan Eduardo Cirlot, poeta y crítico de arte, que no solo apoya la emergencia de los nuevos movimientos artísticos catalanes de la época sino que también ayuda al pintor a nivel personal y profesional.
Su primera exposición individual tiene lugar en la galería Kasper de Lausana (1961). Activo en los círculos barceloneses que reúnen a jóvenes artistas, Argimon es miembro fundador de los Ciclos de Arte de Hoy  en 1962 y participa en la primera exposición del grupo en el Cercle Artístic de Sant Lluc. Ese mismo año obtiene el primer accésit del Premi de dibuix Joan Miró. Desde principios de los años 60, Argimon presenta sus obras individualmente en España (Eivissa, Oviedo, Madrid, Barcelona, Tarragona) y en el Miami Museum of Modern Art (1964). Con motivo de la exposición en el Ateneo de Oviedo (1964), el crítico Cesáreo Rodríguez Aguilera publica una breve monografía sobre el artista.

### El año parisino
Premiado por el Cercle Maillol del Institut Français de Barcelona, Argimon recibe una beca del gobierno francés para realizar una estancia en París en 1965-1966. Estudia litografía en la École des Beaux-Arts y se sumerge en las nuevas corrientes artísticas europeas, tanto plásticas como literarias y cinematográficas. Participa en numerosas exposiciones colectivas en Francia, en particular en el Salon des Réalités Nouvelles de París. En España, presenta sus obras en Barcelona con Colita, Curós, Galí, Guinovart, Maspons, Ràfols Casamada, Tharrats y Vallès en la exposición Evocació del Modernisme (Evocación del Modernismo), y en la exposición Convergencias entre el pensamiento y la práctica actuales en el Institut Français de Barcelona con Cardona Torrandell, Modest Cuixart, Guinovart, Puig, Gubern, Ràfols Casamada y Todó. En 1965, las ciudades de Santander, Ibiza y Fort Lauderdale (EE. UU.) acogen también exposiciones individuales del artista.
En 1965 se publica una segunda monografía sobre la obra del pintor con textos de Areán, Juan-Eduardo Cirlot, Puig y Rodríguez Aguilera.
A su vuelta de París, el pintor empieza a compaginar la docencia con la actividad artística, trabajando como profesor de dibujo en el Liceo Francés de Barcelona hasta 1986, y publica su primera carpeta de aguafuertes El coure amb l’àcid i la resina: 5 resultats (El cobre con el ácido y la resina: 5 resultados), con una introducción de Roland Barthes. Argimon inicia así una actividad en el campo de la obra gráfica que continuará a lo largo de toda su carrera.

### La experiencia neoyorquina y el cine
En 1968, el Institute of International Education concede una beca al pintor para pasar nueve meses en Nueva York (1968-19699), donde perfecciona sus conocimientos de serigrafía en el Pratt Center Institute. En Estados Unidos, el pintor conoce a artistas como Rauschenberg, Johns, Dine y Warhol, y se interesa por el cine underground, lo que le lleva a realizar dos películas: Nueva York (8 mm, color) e Ibiza Single 8 (super 8, color). Durante su estancia en América, Argimon recorre los Estados Unidos y visita México, donde entra en contacto con los pintores Rojo, Tamayo y Cuevas, entre otros. A su regreso a Barcelona, su vocación por el cine se manifiesta de nuevo en 1969 con una tercera película, Flash 69 (súper 8, blanc y negre), producida por Santos Aparicio. En 1970, en el marco de su colaboración con el estudio de arquitectura de Ricardo Bofill, que le lleva a pintar un gran mural para las viviendas construidas por este arquitecto en Moratalaz (Madrid), Argimon realiza otro cortometraje, Moratalaz (súper 8, color), producido por el propio taller de arquitectura. Tres años después, en 1973, realiza Homenatge a Rimbaud (Homenaje a Rimbaud) (16 mm, color), un cortometraje patrocinado y producido por el Deutsches Institut de Barcelona, con una banda sonora del compositor Joan Guinjoan.

### Dedicación a la estampa
A partir de 1969, y paralelamente a su actividad pictórica, Argimon intensifica su trabajo en el campo del grabado: realiza la carpeta Equidistancias, que contiene cinco serigrafías introducidas por un texto de Enrique Salgado (1969), así como el libro De oca a oca con fotografías de José Adrián. Un año después presenta La Noticia, una carpeta de cinco litografías editada por Santos Aparicio con un poema de José Agustín Goytisolo, y diseña el libro del poeta Ramon Canals, Poemes de 7 i no res. En 1971, Argimon publica una nueva colección de cinco serigrafías con el título DA 55-7122. Doce grabados con un texto de Ana María Moix se recogen en el álbum Consejos, editado por Pascual Fort (1975)23. En 1977, realiza una nueva carpeta con cinco aguafuertes titulada Eines (Herramientas) (La Polígrafa, Barcelona) y, en 1983, publica Objets de la Nuit (Objetos de la Noche) (Editart, Ginebra), con un aguafuerte y un poema de José Ángel Valente. En el mismo ámbito de la estampa, la Union Régionale pour le Développement de la Lithographie d’Art (URDLA) lo invita a sus talleres de Lyon para realizar una edición de litografías (1989). Además de los trabajos mencionados aquí, a lo largo de toda su carrera artística, Argimon produce un gran número de estampas sueltas. 
En el campo de la obra gráfica, cabe destacar dos importantes exposiciones individuales: la que presenta el trabajo completo del artista (1988, Ulm, Alemania) y la organizada por el Museo Nacional de la Estampa de Ciudad de México (1991) en la que se expone una colección de las estampas realizadas entre 1975 y 1996. La obra gráfica de Argimon también se exhibe en numerosas exposiciones colectivas internacionales como Mini Print Internacional (Seúl, 1988) o Anthologie Estampes Originales (Antología de estampas originales) (Lyon, 1995). En España cabe destacar su participación en colectivas como El gravat de creació. Calcografia contemporània a Catalunya (El grabado de creación. Calcografía contemporánea en Cataluña) (Barcelona, 1983) o Bicentenario de la Litografía (Madrid, 1996). Como reconocimiento a su trayectoria en el campo de la obra gráfica, Argimon recibe el primer premio de grabado del Mini Print Internacional (1983, Cadaqués). En 1973 es nombrado profesor de litografía en la Escola d'Arts Aplicades i Oficis Artístics (Llotja) de Barcelona, donde enseña hasta su jubilación en 1995.

### Años de plenitud
A mediados de los años 70, Argimon compagina su trabajo entre Barcelona y las Terres del Montsià (Tarragona), primero en su taller de Les Cases d'Alcanar y más tarde en su estudio del Mas Ganda en Alcanar.
Para presentar sus obras en exposiciones individuales o colectivas, Argimon realiza frecuentes viajes por España y el extranjero. Expone individualmente en los Países Bajos, Suiza, Francia, Italia, Alemania y México. En 1994, el Instituto Cervantes organiza una exposición de su obra, que recorre varias ciudades de Oriente Medio: Damasco, Beirut, Amán, El Cairo y Alejandría. En España, entre las exposiciones individuales, destacan las realizadas en Barcelona: en la galería Joan de Serrallonga (1978), en la galería Àmbit (1987 y 1990), en el Institut Français (1991), así como la amplia presentación de sus obras más importantes en la sala de exposiciones del Banco Bilbao Vizcaya (BBV) en 1994.
En esta etapa, Argimon participa también en diversas exposiciones colectivas en el extranjero, como las organizadas en México (Constantes del Arte Catalán Actual, Monterrey, 1991) o en París (Autour d'Arrabal-En torno a Arrabal, París, 1991). A nivel nacional, el artista presenta obra igualmente en numerosas colectivas como Amnistía, Derechos Humanos y Arte (Barcelona, 1976), Homenaje a Picasso (Málaga, 1977), Homenaje a María Zambrano (Madrid, 1989), El informalismo en Cataluña (1990) o Homenaje a Sartre 1965 (Barcelona, 1994).
Durante estos años, se publican tres nuevas monografías sobre la obra del artista firmadas por Josep Vallés Rovira (1976), Lourdes Cirlot (1988) y Francesc Miralles (1993). En 1997, Arnau Puig edita un dossier monográfico póstumo.

### Compromiso con la profesión
En la década de 1980, Argimon empieza a desempeñar diversas funciones y actividades en defensa de los derechos de los artistas plásticos. En 1982 es nombrado presidente de la Federació Sindical d'Artistes Plàstics de Catalunya (F.S.A.P.C.), cuyos principales objetivos son la representación y promoción de los intereses económicos, sociales, profesionales y culturales de los artistas. Argimon ocupa este cargo de 1982 a 1984 y de 1987 a 1992. En 1990 es nombrado miembro del consejo de administración de la sociedad de artistas plásticos VEGAP (Visual Entidad de Gestión de Artistas Plásticos), presidida por Albert Ràfols Casamada. 

### Exposiciones póstumas
El 21 de noviembre de 1996 Argimon fallece en Barcelona, víctima de un cáncer. A su muerte, la crítica pone de relieve la importancia del artista en el panorama del informalismo catalán. Su obra se sigue presentando tanto en exposiciones individuales como en colectivas. Entre las primeras, cabe destacar la celebrada en el Centre d'Art Santa Mònica de Barcelona (1997), la organizada por el Museu d'Art Modern de Tarragona (1998) y la conmemorativa del décimo aniversario de su muerte en el Institut Français de Barcelona (2006).

## Recorrido artístico

### Búsqueda de un estilo propio
Interesado desde muy joven por artistas como Van Gogh, Nonell, Picasso, Braque o Chagall, Argimon realiza hacia 1945 sus primeros dibujos y óleos —paisajes trabajados con pinceles y espátulas con el fin de conseguir gruesos empastes— para adoptar, a partir de 1954, un lenguaje menos figurativo, con una importante presencia del color, en el que se rastrea la influencia de Miró y de Kandinsky. En estas obras tempranas ya se observa el uso del collage, técnica que el pintor explorará durante toda su trayectoria artística. Sin embargo, habrá que esperar hasta 1958 para que, según J.E.Cirlot, Argimon alcance “dentro de la no figuración, una técnica e imagen personal”, con una simplificación de la composición y una eliminación del color cuyo objetivo es, en palabras del propio artista, “lograr una pintura tan gris como la existencia”.

### Etapa informalista (1958-1967)
Durante casi una década, Argimon se mueve principalmente dentro del informalismo, mostrando una continua ansia de innovar y experimentar con materiales y técnicas, aunque algunos rasgos de su producción lo acerquen también a las propuestas del Pop Art estadounidense y del Nuevo Realismo francés. La adopción del lenguaje informalista “significaba, en aquellos años, una ruptura, una transformación y una posición de lucha enfrente de posiciones estéticas establecidas y de conmoción social”.
A principios de los 60, Argimon trabaja en una pintura de materia, utilizando mezclas de pigmentos, residuos de mármol, yeso, látex o cal. Estos materiales se incorporan a las telas mediante acumulaciones y chorreados cenicientos y negruzcos que confieren densidad y corporeidad a las obras.
En 1962, el pintor realiza una serie de obras en las que recupera viejos objetos —puertas, persianas o pedazos de madera— que, descontextualizados, se convierten en soportes pictóricos y en piezas de arte casi escultóricas. Estas piezas son sometidas por Argimon a la acción del fuego, elemento que el pintor utilizará durante toda su andadura artística para modelar sus obras y que caracterizará los periodos más emblemáticos del artista, tal como la crítica ha señalado repetidamente hablando del “protagonismo del fuego” en su obra. Si, según las épocas, el fuego en Argimon puede tener un carácter destructor o transformador, en los 60, el pintor utiliza este elemento sobre todo por su potencial destructivo, como instrumento para expresar su rebeldía frente a la situación política y existencial en la que vive, pero también como medio estético —los socarrados se emplean como un color natural más—. El propio artista afirma: “Pongo maderas quemadas y hierros en mi pintura para combatir a esta sociedad a la que nada interesa”. Porta núm.2, Fusta cremada, Encuny o Persiana son algunas de sus obras más representativas de esta etapa.
Entre 1963 y 1967, sin abandonar la estética informalista, Argimon integra también en sus trabajos el collage de referencia figurativa e incluso incorpora mensajes textuales en ellos. Mediante el collage de recortes de periódico, fotografías, encajes, arpilleras o ropa interior femenina, introduce referencias al mundo, al entorno y a la realidad. A través de estos materiales, el pintor desvela sus preocupaciones existenciales, sexuales o políticas, denunciando al mismo tiempo la opresión y la decadencia de la sociedad que le rodea. Emblemáticas de esta etapa son, según la crítica, Mao-Tsé-Tung (1964), Kruscov (1963), Estoy en una jaula sin barrotes (1965) o El Presidente (1966).
Tanto por el empleo de materiales de su entorno como por su uso del collage de referencia figurativa, Argimon es uno de los primeros artistas catalanes en acercarse a los nuevos realismos.

### Etapa figurativa (1968-1976)
La estancia en Estados Unidos entre 1968 y 1969 supone un cambio en el lenguaje pictórico del artista, que se abrirá poco a poco a la figuración. A su regreso a España, Argimon renuncia de forma pasajera a su “interrogación existencialista” y “se abre al color, incorporando a sus obras, elementos figurativos de marcada carga simbólica”. Es un momento en el que el informalismo vive un periodo de declive frente a las nuevas corrientes del arte conceptual y el artista atraviesa una etapa de cierta inactividad y de reflexión que le lleva a reorientar su trayectoria.
Durante casi diez años, Argimon cambia la experimentación con la materia por la pintura acrílica, los colores planos y vivos, y las superficies lisas, al tiempo que sus telas se llenan de siluetas, a menudo repetidas o en secuencias seriadas. El pintor incorpora en sus trabajos una iconografía elemental con figuras en forma de “enormes botas destructivas, personajes con los brazos en alto, fusiles amenazadores, palomas abatidas, elementos de la naturaleza, símbolos sexuales” con claras influencias del Pop Art. Mediante este lenguaje directo, Argimon pretende denunciar de forma contundente la problemática social “a través del lenguaje del grito, del dolor y del desgarro”.

### Regreso al informalismo: fuego y collage (1977-1996)
A finales de los 70, con la serie Eines (Herramientas), el artista retorna al informalismo: “las texturas vuelven a desempeñar un papel primordial en la pintura de Argimon, mientras que el tema es un mero pretexto para experimentar con interesantes contrastes cromáticos y de figura-fondo”. Esta larga etapa, caracterizada por un reencuentro con la materia y un renovado uso del fuego y del collage, queda sintetizada en la obra de los 90, años en los que Argimon vuelve la vista atrás para reflexionar sobre el conjunto de su trayectoria creativa.

#### Materiales de desecho
En 1978, Argimon realiza una serie de obras objetuales —muy próximas estas a los planteamientos del Nuevo Realismo— en las que incorpora elementos de desecho de la vida cotidiana (botellas de plástico, periódicos, cerillas, cartones, escobas, restos de carbón, trozos de telas, alambres, cristales rotos...). El artista los metamorfosea —ennegreciéndolos, reblandeciéndolos, deformándolos— mediante la acción del fuego —utilizado de nuevo— y que, a partir de este momento, volverá a estar muy presente en sus trabajos. En esta etapa, el fuego se convierte en arma creativa que ya no actúa solamente como elemento agresivo y destructor, sino que transforma los materiales utilizados y les confiriere un nuevo significado y una dimensión estética. El fuego es ahora herramienta de trabajo, instrumento de creación y construcción, principio purificador. Obras como Escombres (Escobas, 1978), Pantalons (Pantalones, 1978) o Ampolles de plàstic (Botellas de plástico, 1978) ejemplifican el trabajo de esta etapa.
En ese mismo periodo, el artista crea también singulares cajas-vitrina en cuyo interior se pueden contemplar residuos de la civilización industrializada que, ordenados y exhibidos irónicamente como si se tratara de objetos de colección, suponen una clara crítica de la sociedad de consumo.

#### Incorporación del papel, composición y cromatismo
Durante esta etapa, la importancia del fuego corre pareja a la del papel, que deja de ser “un simple soporte para convertirse en un elemento “pictórico””. Papeles de seda o de periódico, papeles finos o rugosos, cartulinas o cartones son sometidos a manipulaciones diversas como el arrugado, el quemado, el recortado, el pintado o el rasgado, yuxtaponiéndose o superponiéndose en las telas. El artista se interesa igualmente por las cualidades obtenidas por la acción del fuego sobre el papel. Sin referencias a la realidad, el contraste entre la fuerza del fuego y la vulnerabilidad del papel produce obras “muy sensitivas y de honda expresividad” que recuerdan la coincidentia oppositorum —de la que había hablado J.E. Cirlot en los primeros pasos del artista— donde se unifican lujo y miseria, riqueza esplendorosa y ceniza.
Entre 1985 y 1987, Argimon experimentará también con densos gruesos de papier maché incorporados a un soporte pintado en el que destacan chorreados y salpicaduras de pintura de color diferente al utilizado en el fondo.
Por lo que se refiere a su composición, las telas de los ochenta se estructuran, desprovistas de rigidez, en esquemas y figuras geométricas, simétricas y ritmadas. El artista se interesa por la experiencia cromática y se abre al color, con inéditas combinaciones de ocres amarillentos, rojos vivos, verdes turquesa y tonalidades de azul.
De este periodo, la crítica destaca, entre otras, las siguientes obras: Collage de paper de diari (Collage de papel de periódico, 1979), Pintura-collage (1981), Mèxic (México, 1981), Blau França (Azul Francia, 1983) o Collage sobre paper Kraff (Collage sobre papel Kraff, 1983) y Cor (Corazón, 1986), Creu de Quetzalcoalt (Cruz de Quetzalcoalt, 1986) o Quadres vermells (Cuadros rojos, 1987).

### Síntesis  y expresividad íntima
Los años 90 suponen para Argimon una mirada retrospectiva sobre su quehacer creativo y un reencuentro consigo mismo y la naturaleza, propiciado por las largas temporadas pasadas en su taller del Mas Ganda en Alcanar. Es una etapa en la que, a nivel existencial, el artista necesita “abandonar los referentes históricos colectivos, prescindir de toda contingencia, incluso de la dinámica social que había sido el eje y motor de su producción” y concentrarse “en su propia referencia vital, íntima y única”.
A nivel técnico, aunque Argimon siga trabajando con collages de materiales heterogéneos —papeles, cartones ondulados, cuerdas, arpilleras, telas de todo tipo…— integrados en una superficie pictórica, se observa un retorno a la pintura y un alejamiento de las secuencias seriadas y geométricas de los ochenta. El artista da paso a una “expresividad espontánea y libre” donde “pinceladas, salpicones, fregados se reparten intuitivamente sobre la tela, sin más control que el inherente a la propia experiencia”.
A partir de 1994, la naturaleza y los fenómenos naturales inspiran al pintor y dan título a unas obras en las que dominan “el ocre de la tierra o el azul profundo del mar” o bien “potentes bicromías rojo-negro, rojo-azul”. La superficie de la tela está “fuertemente texturada con los típicos drippings y salpicaduras, junto con cartón ondulado o arpillera plenamente integrados en un conjunto compositivo que parece asumir, además de su propia trayectoria, la tradición del arte povera”.
A través de una reflexión personal de Argimon sobre su propio proceso creativo, las obras de la última época condensan y sintetizan las diferentes etapas de su trayectoria a la vez que entroncan claramente con los inicios de su quehacer artístico.

## Exposiciones individuales (selección)
- 1961 Galería Kasper, Lausana-Suiza
- 1962 Galería Grifé & Escoda. Barcelona .- Galería Lorca, Madrid.- Galería Vedrá, Ibiza.-
- 1963 Galería Tartessos. Torremolinos.- Galería Ivan Spence, Ibiza.- Galería Belarte, Barcelona.-
- 1964 Miami Museum of Modern Art, Miami-USA.- Galería Fort, Tarragona.- Ateneo de Oviedo.- Ateneo de Madrid.- Galería Ivan Spence, Ibiza.- Galería Belarte, Barcelona.-
- 1965 Galería Scram, Fort Laurderdale-USA.- Galería Sur, Santander.- Galería Ivan Spence, Ibiza.-
- 1967 Intown Gallery, Clevelan-USA.- Galería Ivan Spence, Ibiza.-
- 1968 Cooc Gallery, Maastricht-Holanda.- Seliman Gallery, Seattle-USA.- Círculo de la Amistad, Córdoba.- Galería Fort Tarragona
- 1969 Miami Museum of Modern Art, Miami-USA.- Instituto Francés, Barcelona.- Galería René Metrás, Barcelona.- Galería Trilce, Barcelona.-
- 1970 Galería Ivan Spence, Ibiza.- Barroc Desing Studio, Sitges.-
- 1971 Galería Aquitania, Barcelona
- 1972 Galería Arlett Chabaud, París.- Galería Pecanins, México D.F.- Galería Sen, Madrid.- Galería Grises, Bilbao.- Galería Adriá, Roses.
- 1973 Galería Adriá, Barcelona.- Galería Ivan Spence, Ibiza.- Galería Pic, Vilanova i la Geltrú.-
- 1974 Galería Atrium Artis, Ginebra-Suiza
- 1975 Galería Luzán, Zaragoza.- Galería Joan Mas, Barcelona.- Galería Abraxas, Barcelona.- Galería Sit i mitg, Alicante.- Galería Seny, Barcelona.-
- 1976 Galería Vallés, Figueras.- Galería Editart, Ginebra-Suiza.-
- 1977 Instituto Francés, Barcelona.- Casal de Cultura, Esplugues.- Casa Cultura, Cuenca.-
- 1978 Galería Babel, Vinaroz.- Galería Joan de Serrallonga, Barcelona.- Galería Céspedes, Córdoba.- Galería 3 i 5 , Gerona.-
- 1979 Galería Joan Mas, Madrid.- Galería Canem, Castelló de la Plana.-
- 1980 Galería Pecanins, México.- Galería 491, Barcelona.- Galería Pascual Fort. Cadaqués.-
- 1981 Galería Biblos, Palma de Mallorca.-
- 1982 Galería Editart. Ginebra-Suiza.- Pub Castor, Les Cases d'Alcanar
- 1983 Galería Trece, Barcelona.- Fontana de Oro, Gerona. Galería Gisélé Linder, Basilea Suiza.
- 1984 Galería Pecanins, México DF.- Museo de Arte Moderno, México DF.- Orfeón Catalán México DF- Alliance Francaise, Sabadell.- Galería Pascual Fort, Cadaques.
- 1986 Galería Cuenca, Ulm. Alemania
- 1987 Galería Nomen, Barcelona.- Galería Joan Oliver "Maneu", Palma de Mallorca.- Galería Ambit, Barcelona.

## Museos y colecciones (selección)
- Museo Español de Arte Contemporáneo (Hoy Reina Sofía). Madrid
- Museo de Arte Moderno de Barcelona
- Museo de Arte Contemporáneo de Sevilla
- Museo de Popular de Arte Contemporáneo de Villafamés. Castellón
- Museo del Alto Aragón. Huesca
- Museo de Arte Moderno de Elche
- Museo de Arte Moderno de Ibiza
- Museo Municipal de Mataró
- Museo del Ampurdán. Figueras
- Museo Victor Balaguer. Villanueva y Geltru
- Museo de Cadaqués. Gerona
- Museo Nacional de la Estampa. México
- Museo de Arte Moderno. México
- Museo de la Solidaridad Salvador Allende. Santiago de Chile
- Museo Rigaud, Perpiñán. Francia
- Asociación Canaria de Amigos del Arte Contemporáneo. Santa Cruz de Tenerife
- Colección Orfeón Catalán. México
- Biblioteca Nacional. Madrid
- Fundación María Zambrano. Vélez Málaga
- Eureka College, Illinois USA
- Ulmer Museums, Ulm. Alemania
- Glendale Community College, Glendale. USA
- Staalliche Kunstsamenlugen. Kassel Alemania